# گانچاروف ۵۳۶۱
سیارک ۵۳۶۱ (به انگلیسی: 5361 Goncharov، نامگذاری:1976YC2) پنج هزار و سیصد و شصت و یکمین سیارک کشف شده‌است که در ۱۶ دسامبر ۱۹۷۶ کشف شد.
قدر مطلق سیارک برابر ۱۱٫۵۰ است.